# Nehemiasz (postać biblijna)

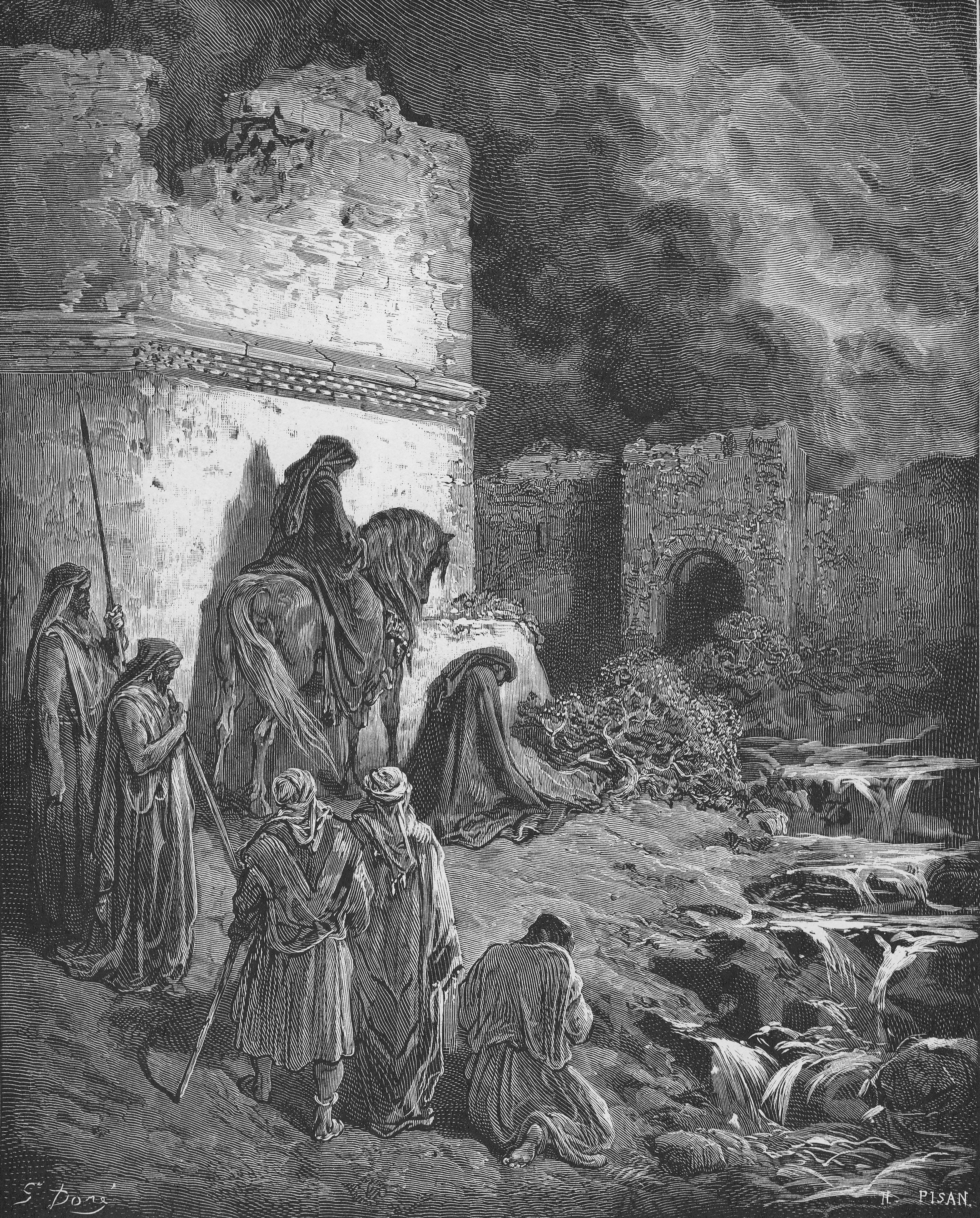
Gustave Doré, Nehemiasz potajemnie ogląda ruiny murów Jerozolimy, 1866.

Nehemiasz (heb: נחמיה, Jah pociesza) (V w. p.n.e.) – namiestnik króla Persji w Judei, razem z Ezdraszem reformator judaizmu. Nehemiasz był podczaszym króla Artakserksesa I.
Był synem Chakaliasza (Ne 1:1) i urodził się w tzw. niewoli babilońskiej. Jest wiodącą postacią Księgi Nehemiasza, która opisuje historię powrotu  trzeciej grupy Żydów z wygnania do Jerozolimy pod wodzą przywódcy, Nehemiasza. Został wybrany pierwszym gubernatorem Jerozolimy i zainicjował odbudowę murów miasta. Jego reformy religijne wprowadzające wiele zmian w judaizmie pokrywały się z dziełem Ezdrasza.
Według większości uczonych, Nehemiasz był prawdziwą historyczną postacią, a pamiętnik Nehemiasza - nazwa nadana przez uczonych niektórym fragmentom książki napisanym w pierwszej osobie -  jest wiarygodna z punktu widzenia historii.